# Poposauroidea
 (juin 2017).
Si vous disposez d'ouvrages ou d'articles de référence ou si vous connaissez des sites web de qualité traitant du thème abordé ici, merci de compléter l'article en donnant les références utiles à sa vérifiabilité et en les liant à la section « Notes et références ».
Clade
Groupes de rang inférieur
- - † Qianosuchus
- † Ctenosauriscidae
  - † Lotosaurus
- † Shuvosauridae
- † Poposauridae

Les Poposauroidea forment un clade éteint de pseudosuchiens paracrocodylomorphes ayant vécu au Trias.
Il comprend les Poposauridae, les Shuvosauridae et les Ctenosauriscidae, mais exclut les grands rauisuchiens prédateurs quadrupèdes tels que les Rauisuchidae et les Prestosuchidae. Bien qu'il n'ait été formellement défini qu'en 2007, le nom « Poposauridae » est utilisé depuis de nombreuses années. Il est souvent utilisé de manière plus restrictive pour désigner la famille qui comprend le genre Poposaurus et ses proches parents.
Les Poposauroidea ont disparu à la fin du Trias, en même temps que d'autres pseudosuchiens non crocodylomorphes. Ce clade montre une grande diversité anatomique, bien que certaines caractéristiques soient communes, en particulier la structure du museau et du bassin. Cette diversité anatomique est due à de nombreux exemples d'évolution convergente avec les dinosaures. Ainsi, les Poposauroidea bipèdes tels que Poposaurus, ont pu être confondus avec des dinosaures théropodes par le passé.

## Historique des recherches

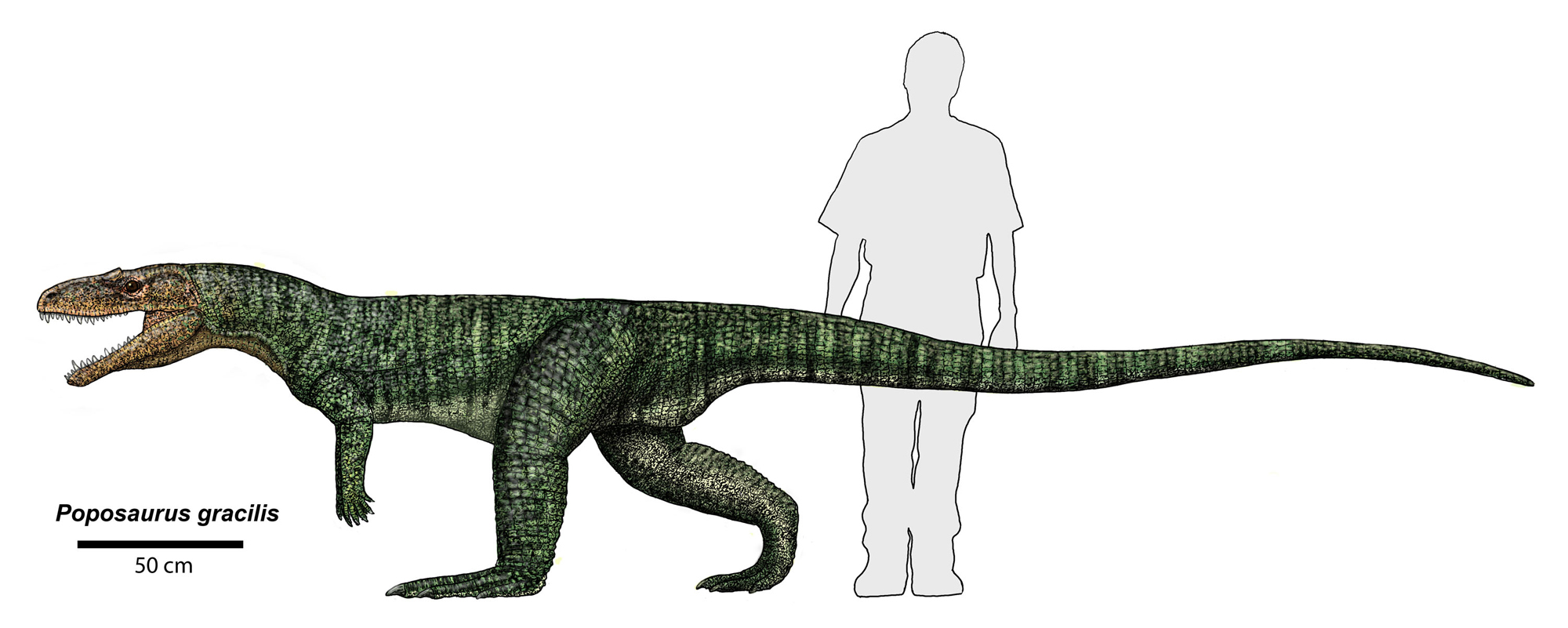
Reconstitution d'un Poposauroidea, Poposaurus gracilis.

Franz Nopcsa est le premier à utiliser, en 1923, le terme de Poposauridae pour désigner les Poposauroidea. À cette date, le seul membre du groupe était Poposaurus, alors considéré comme un dinosaure théropode. Au cours des années suivantes, les Poposauroidés ont été placés dans divers groupes, notamment Saurischia, Theropoda et Carnosauria. C'est dans les années 1970, que la découverte de restes mieux conservés a permis de déterminer que Poposaurus était un pseudosuchiens plutôt qu'un dinosaure. Ultérieurement, d'autres genres, tels que Sillosuchus et Shuvosaurus ont été érigés. Shuvosaurus, comme Poposaurus, était d'ailleurs à l'origine considéré comme un dinosaure théropode.
En 1985, Sankar Chatterjee a reclassé les Poposauroidea au sein des dinosaures théropodes dans sa description du nouveau genre Postosuchus. En 1995, Robert Long et Phillip Murry ont remarqué que plusieurs spécimens renvoyant à Postosuchus étaient distincts de l'holotype. Ils ont donc attribué à ces spécimens, les nouveaux genres Lythrosuchus et Chatterjeea, ce dernier aujourd'hui connu sous le nom de Shuvosaurus.
En 2005, Sterling Nesbitt a noté que des Ctenosauriscidés, comme Arizonasaurus, Bromsgroveia et Lotosaurus partageaient de nombreuses similitudes avec les Poposauridés, comme Poposaurus, Sillosuchus et Shuvosaurus. Il a donc proposé de les regrouper au sein d'un clade, appelé officieusement « Groupe X ». Ce « Groupe X » a été officiellement baptisé « Poposauroidea » par Jonathan C. Weinbaum et Axel Hungerbühler en 2007.

## Description
Le clade des Poposauroidés est un groupe diversifié de pseudosuchiens. Il contient des genres présentant de nombreuses adaptations écologiques différentes. Certains, tels Poposaurus, étaient des bipèdes aux bras courts, d'autres, comme Lotosaurus étaient de robustes quadrupèdes dotés d'épines neurales allongées formant une voile semblable à celle de certains « pélycosaures » - comme Dimétrodon - ou certains spinosauridés. Lotosaurus et les shuvosauridés étaient des herbivores sans dents probablement dotés d'un bec, Qianosuchus, Poposaurus et les Ctenosauriscidae étaient des prédateurs aux dents acérées. La disparité écologique des membres de ce clade rend difficile de déterminer l'aspect et les caractéristiques des membres basaux du clade.

## Phylogénie
|  | "Ctenosauriscus" |
|  |                  |
|  | Arizonasaurus    |
|  |                  |
|  | Xilousuchus      |
|  |                  |

|  | Poposaurus |
|  |            |

|  | Lotosaurus |
|  |            |

|  | Sillosuchus                                             |
|  |                                                         |
|  | \| \| Effigia \| \| \| \| \| \| Shuvosaurus \| \| \| \| |
|  |                                                         |
|  | Effigia                                                 |
|  |                                                         |
|  | Shuvosaurus                                             |
|  |                                                         |

|  | Effigia     |
|  |             |
|  | Shuvosaurus |
|  |             |

|  | Lotosaurus |
|  |            |

|  | Sillosuchus                                             |
|  |                                                         |
|  | \| \| Effigia \| \| \| \| \| \| Shuvosaurus \| \| \| \| |
|  |                                                         |
|  | Effigia                                                 |
|  |                                                         |
|  | Shuvosaurus                                             |
|  |                                                         |

|  | Effigia     |
|  |             |
|  | Shuvosaurus |
|  |             |

|  | Poposaurus |
|  |            |

|  | Lotosaurus |
|  |            |

|  | Sillosuchus                                             |
|  |                                                         |
|  | \| \| Effigia \| \| \| \| \| \| Shuvosaurus \| \| \| \| |
|  |                                                         |
|  | Effigia                                                 |
|  |                                                         |
|  | Shuvosaurus                                             |
|  |                                                         |

|  | Effigia     |
|  |             |
|  | Shuvosaurus |
|  |             |

|  | Lotosaurus |
|  |            |

|  | Sillosuchus                                             |
|  |                                                         |
|  | \| \| Effigia \| \| \| \| \| \| Shuvosaurus \| \| \| \| |
|  |                                                         |
|  | Effigia                                                 |
|  |                                                         |
|  | Shuvosaurus                                             |
|  |                                                         |

|  | Effigia     |
|  |             |
|  | Shuvosaurus |
|  |             |

|  | "Ctenosauriscus" |
|  |                  |
|  | Arizonasaurus    |
|  |                  |
|  | Xilousuchus      |
|  |                  |

|  | Poposaurus |
|  |            |

|  | Lotosaurus |
|  |            |

|  | Sillosuchus                                             |
|  |                                                         |
|  | \| \| Effigia \| \| \| \| \| \| Shuvosaurus \| \| \| \| |
|  |                                                         |
|  | Effigia                                                 |
|  |                                                         |
|  | Shuvosaurus                                             |
|  |                                                         |

|  | Effigia     |
|  |             |
|  | Shuvosaurus |
|  |             |

|  | Lotosaurus |
|  |            |

|  | Sillosuchus                                             |
|  |                                                         |
|  | \| \| Effigia \| \| \| \| \| \| Shuvosaurus \| \| \| \| |
|  |                                                         |
|  | Effigia                                                 |
|  |                                                         |
|  | Shuvosaurus                                             |
|  |                                                         |

|  | Effigia     |
|  |             |
|  | Shuvosaurus |
|  |             |

|  | Poposaurus |
|  |            |

|  | Lotosaurus |
|  |            |

|  | Sillosuchus                                             |
|  |                                                         |
|  | \| \| Effigia \| \| \| \| \| \| Shuvosaurus \| \| \| \| |
|  |                                                         |
|  | Effigia                                                 |
|  |                                                         |
|  | Shuvosaurus                                             |
|  |                                                         |

|  | Effigia     |
|  |             |
|  | Shuvosaurus |
|  |             |

|  | Lotosaurus |
|  |            |

|  | Sillosuchus                                             |
|  |                                                         |
|  | \| \| Effigia \| \| \| \| \| \| Shuvosaurus \| \| \| \| |
|  |                                                         |
|  | Effigia                                                 |
|  |                                                         |
|  | Shuvosaurus                                             |
|  |                                                         |

|  | Effigia     |
|  |             |
|  | Shuvosaurus |
|  |             |

|  | "Ctenosauriscus" |
|  |                  |
|  | Arizonasaurus    |
|  |                  |
|  | Xilousuchus      |
|  |                  |

|  | Poposaurus |
|  |            |

|  | Lotosaurus |
|  |            |

|  | Sillosuchus                                             |
|  |                                                         |
|  | \| \| Effigia \| \| \| \| \| \| Shuvosaurus \| \| \| \| |
|  |                                                         |
|  | Effigia                                                 |
|  |                                                         |
|  | Shuvosaurus                                             |
|  |                                                         |

|  | Effigia     |
|  |             |
|  | Shuvosaurus |
|  |             |

|  | Lotosaurus |
|  |            |

|  | Sillosuchus                                             |
|  |                                                         |
|  | \| \| Effigia \| \| \| \| \| \| Shuvosaurus \| \| \| \| |
|  |                                                         |
|  | Effigia                                                 |
|  |                                                         |
|  | Shuvosaurus                                             |
|  |                                                         |

|  | Effigia     |
|  |             |
|  | Shuvosaurus |
|  |             |

|  | Poposaurus |
|  |            |

|  | Lotosaurus |
|  |            |

|  | Sillosuchus                                             |
|  |                                                         |
|  | \| \| Effigia \| \| \| \| \| \| Shuvosaurus \| \| \| \| |
|  |                                                         |
|  | Effigia                                                 |
|  |                                                         |
|  | Shuvosaurus                                             |
|  |                                                         |

|  | Effigia     |
|  |             |
|  | Shuvosaurus |
|  |             |

|  | Lotosaurus |
|  |            |

|  | Sillosuchus                                             |
|  |                                                         |
|  | \| \| Effigia \| \| \| \| \| \| Shuvosaurus \| \| \| \| |
|  |                                                         |
|  | Effigia                                                 |
|  |                                                         |
|  | Shuvosaurus                                             |
|  |                                                         |

|  | Effigia     |
|  |             |
|  | Shuvosaurus |
|  |             |

|  | "Ctenosauriscus" |
|  |                  |
|  | Arizonasaurus    |
|  |                  |
|  | Xilousuchus      |
|  |                  |

|  | Poposaurus |
|  |            |

|  | Lotosaurus |
|  |            |

|  | Sillosuchus                                             |
|  |                                                         |
|  | \| \| Effigia \| \| \| \| \| \| Shuvosaurus \| \| \| \| |
|  |                                                         |
|  | Effigia                                                 |
|  |                                                         |
|  | Shuvosaurus                                             |
|  |                                                         |

|  | Effigia     |
|  |             |
|  | Shuvosaurus |
|  |             |

|  | Lotosaurus |
|  |            |

|  | Sillosuchus                                             |
|  |                                                         |
|  | \| \| Effigia \| \| \| \| \| \| Shuvosaurus \| \| \| \| |
|  |                                                         |
|  | Effigia                                                 |
|  |                                                         |
|  | Shuvosaurus                                             |
|  |                                                         |

|  | Effigia     |
|  |             |
|  | Shuvosaurus |
|  |             |

|  | Poposaurus |
|  |            |

|  | Lotosaurus |
|  |            |

|  | Sillosuchus                                             |
|  |                                                         |
|  | \| \| Effigia \| \| \| \| \| \| Shuvosaurus \| \| \| \| |
|  |                                                         |
|  | Effigia                                                 |
|  |                                                         |
|  | Shuvosaurus                                             |
|  |                                                         |

|  | Effigia     |
|  |             |
|  | Shuvosaurus |
|  |             |

|  | Lotosaurus |
|  |            |

|  | Sillosuchus                                             |
|  |                                                         |
|  | \| \| Effigia \| \| \| \| \| \| Shuvosaurus \| \| \| \| |
|  |                                                         |
|  | Effigia                                                 |
|  |                                                         |
|  | Shuvosaurus                                             |
|  |                                                         |

|  | Effigia     |
|  |             |
|  | Shuvosaurus |
|  |             |